# Sjanky
Sjanky (ukrainisch Сянки; russisch Сянки Sjanki, polnisch Sianki) ist ein Dorf mit 580 Einwohnern (2001) im Südwesten der ukrainischen Oblast Lwiw an der polnisch-ukrainischen Grenze.

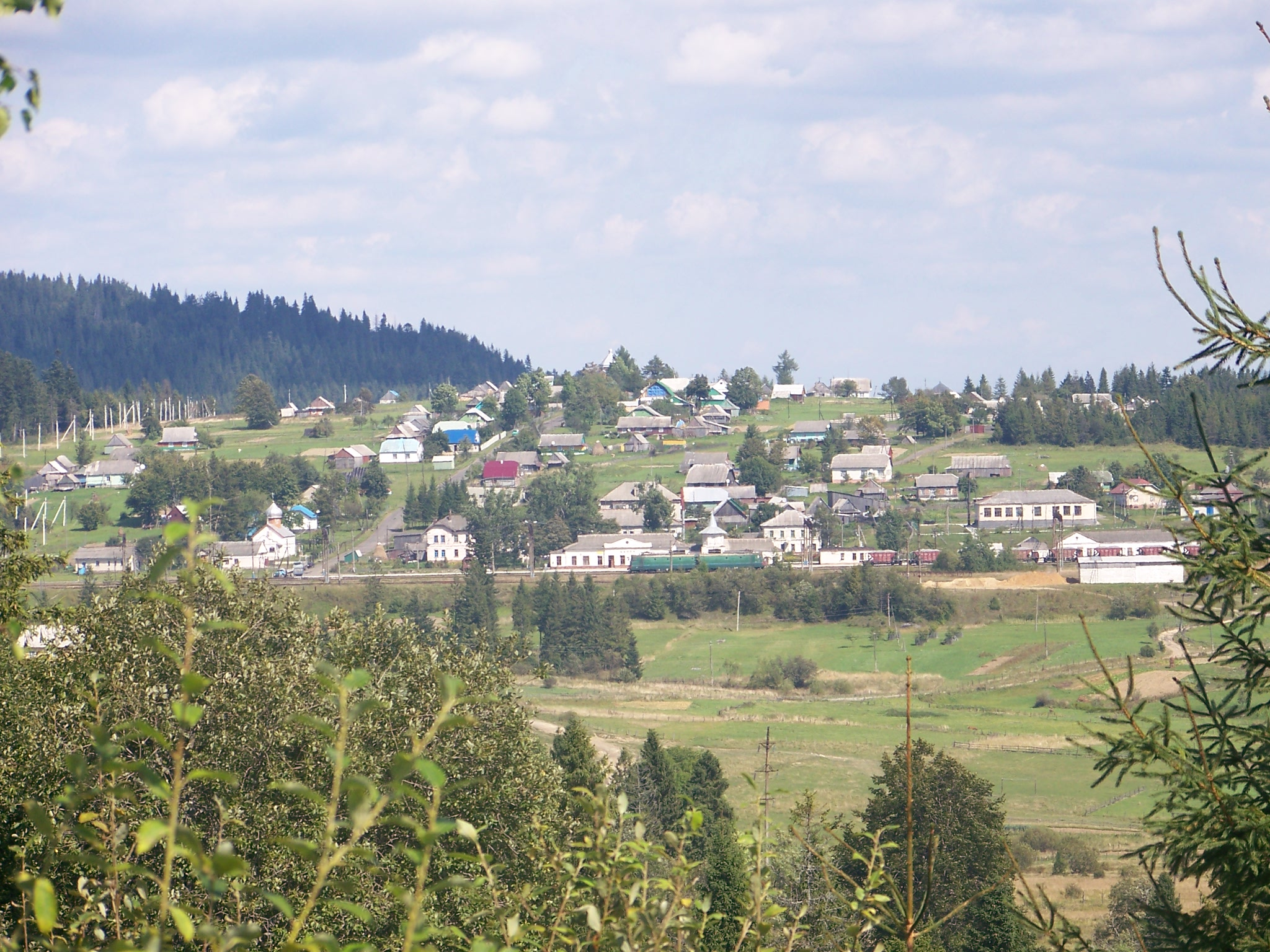
Blick auf das Dorf

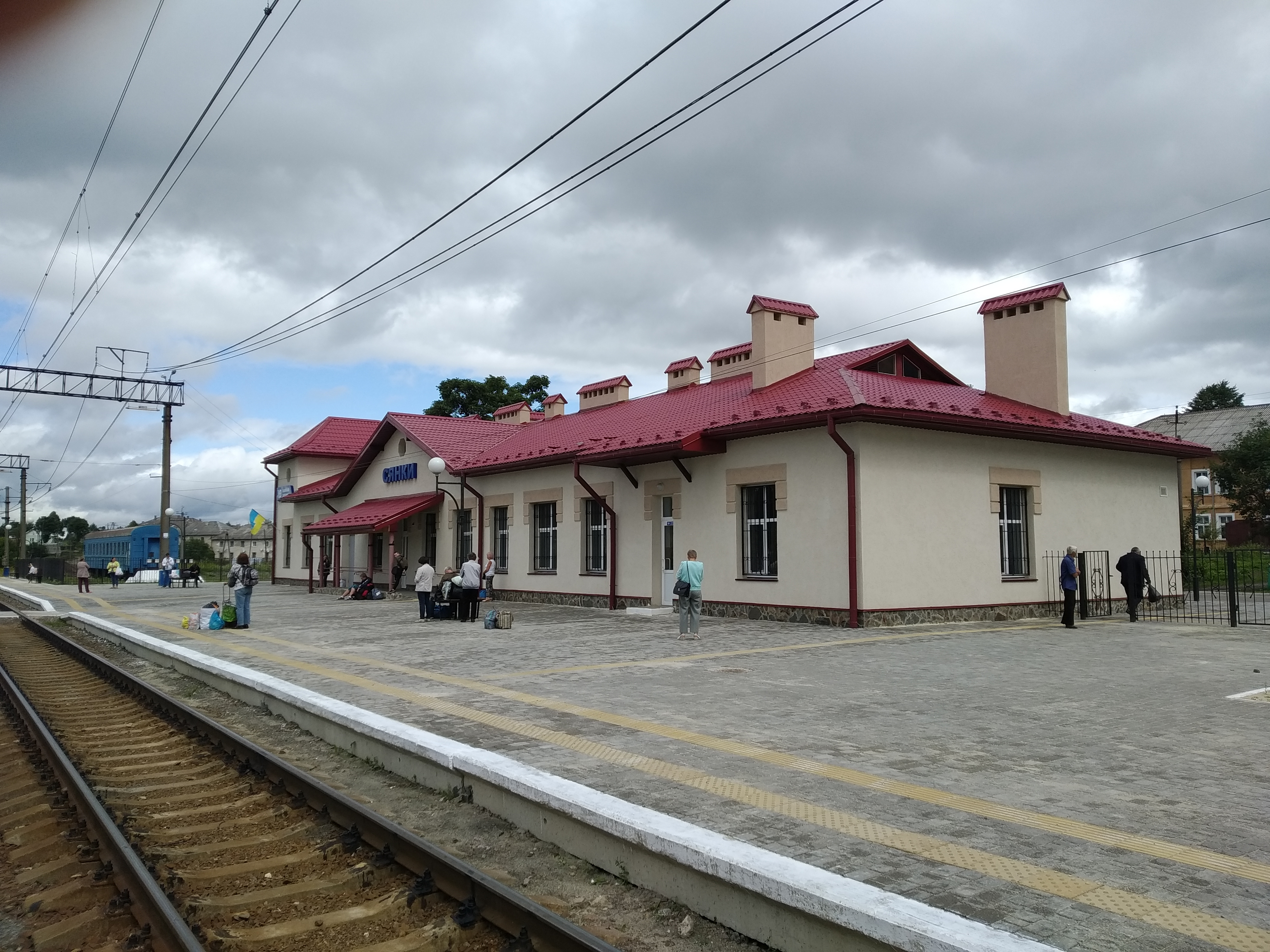
Bahnhof im Dorf

## Geschichte
Ursprünglich war das Dorfgebiet Besitz des polnischen Staatsmanns Piotr Kmita Sobieński.
Der Name des 1586, nach walachischem Recht, gegründeten Dorfes stammt vom ukrainischen Namen Sanu (Sian). Die Ortschaft, die zunächst zur Woiwodschaft Ruthenien der Adelsrepublik Polen-Litauen gehörte, entwickelte sich langsam aber stetig. Nach der Ersten Teilung Polens kam das Dorf 1772 zum Kronland Galizien und Lodomerien des habsburgischen Kaiserreichs und lag dort, bis zum Ende des Ersten Weltkrieges, im Bezirk Turka der Donaumonarchie.
Einen großen wirtschaftlichen Aufschwung, einhergehend mit einem starken Bevölkerungszuwachs, brachte der Bau einer Eisenbahnlinie zwischen Sianki und Sambór Ende des 19. Jahrhunderts, die von der Österreich-Ungarischen Monarchie als eine direkte Verbindung zwischen Budapest und Lemberg, unter anderem zur schnellen Truppenverlegung im Falle eines Krieges mit Russland, erstellt wurde.
Nach dem Ersten Weltkrieg kam die Ortschaft, nach dem Zusammenbruch Österreich-Ungarns im November 1918, kurzzeitig an die Westukrainische Volksrepublik und nach dem Ende des Polnisch-Ukrainischen Kriegs 1919 zu Polen, wo sie ab 1921 offiziell in der Woiwodschaft Stanislau und ab 1931 in der Woiwodschaft Lwów lag. Aufgrund des Ribbentrop-Molotow-Paktes wurde die Ortschaft Ende September 1939 von der Sowjetunion annektiert und in die Ujesd Turka der Oblast Drogobytsch innerhalb der Ukrainischen SSR eingegliedert. Zu Beginn des Deutsch-Sowjetischen Krieges wurde Sjanky 1941 im Rahmen des Unternehmen Barbarossa von der Heeresgruppe Süd der Wehrmacht erobert, vom Deutschen Reich besetzt und in den Distrikt Galizien des Generalgouvernements eingegliedert. Dort verblieb das Dorf bis zur Rückeroberung durch die Rote Armee im Rahmen der Lwiw-Sandomierz-Operation im Spätsommer 1944.
Sjanky lag an beiden Ufern des San, einem Nebenfluss der Weichsel. Nach dem Ende des Zweiten Weltkrieges bildete dieser die Staatsgrenze zwischen der Republik Polen und der UdSSR, woraufhin im Frühjahr 1946 die mehr als 300 Bewohner des auf polnischem Territorium gelegenen Ortsteils vertrieben und der Ortsteil im Mai 1947 niedergebrannt wurde. Nach dem Zerfall der Sowjetunion wurde Sjanky 1991 Teil der unabhängigen Ukraine.

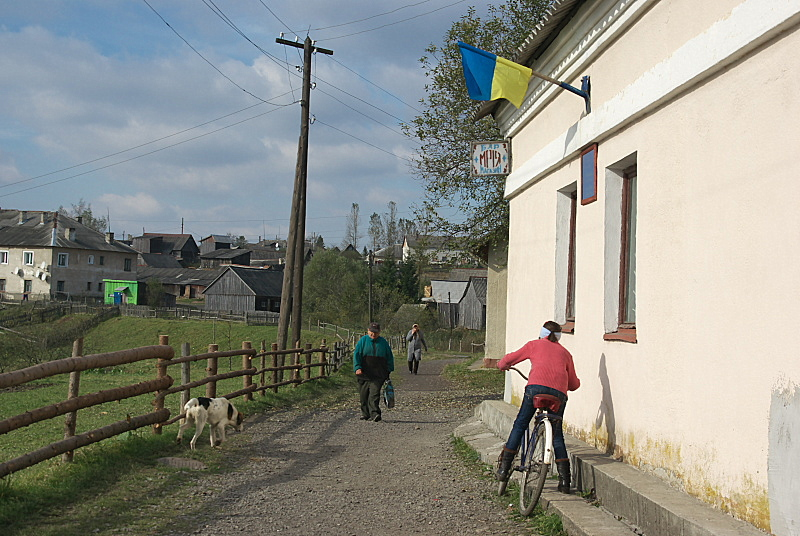
Straße in Sjanky

## Demographie
|  | Quelle:1589–1931, 1939, 2001 |

## Geographie
Sjanky war das administrative Zentrum der gleichnamigen, 1,1 km² großen Landratsgemeinde im Westen des Rajon Turka, zu der noch das nördlich gelegene Dorf Benjowa (Беньова, ⊙) mit etwa 60 Einwohnern gehört.
Am 12. Juni 2020 wurde die Landratsgemeinde aufgelöst und der Siedlungsgemeinde Borynja unterstellt, gleichzeitig wurde das Dorf ein Teil des Rajons Sambir.
Die Ortschaft liegt auf 834 m Höhe im Gebirgszug der Bieszczady in den Waldkarpaten nahe der Quelle des San, der westlich vom Dorf die Staatsgrenze zu Polen (Powiat Bieszczadzki) bildet. Sjanky befindet sich 59 km südwestlich vom Rajonzentrum Sambir und etwa 155 km südwestlich vom Oblastzentrum Lwiw.
Das Dorf besitzt einen Bahnhof an der Bahnstrecke Lwiw–Sambir–Tschop. Östlich der Ortschaft verläuft die nationale Fernstraße N 13, die in Richtung Südwesten über den Uschok-Pass nach Uschok in der Oblast Transkarpatien und im weiteren Verlauf nach Uschhorod führt.